# Shel Silverstein
Pour les articles homonymes, voir Silverstein (homonymie).
Shel Silverstein, né le 25 septembre 1930 à Chicago, Illinois (États-Unis), mort le 10 mai 1999 à Key West (Floride), est un poète, auteur de livres pour enfants, compositeur, scénariste, acteur et réalisateur américain.

## Biographie
Né en 1930 à Chicago au sein d'une famille juive ashkénaze réformée, Sheldon Allan Silverstein est connu pour sa poésie et ses illustrations pour enfants, ses livres se sont vendus à plus de vingt millions d'exemplaires. Il a également composé les paroles et la musique de nombreuses chansons interprétées soit par lui-même, soit par des chanteurs célèbres dont Johnny Cash, Mick Jagger (et les Rolling Stones), Marianne Faithfull ou Jerry Lee Lewis. Très bon conteur et chanteur, il a également interprété nombre de ses poèmes pour enfants.
Son livre illustré l'Arbre généreux, qui constitue son œuvre la plus connue et controversée, paraît en 1964.

## Œuvres musicales
- A Boy Named Sue, chanson chantée par le duo composé de Johnny Cash et June Carter.
- The Ballad of Lucy Jordan, une chanson créée par le groupe Dr. Hook & the Medicine Show en 1974, puis reprise en 1979 par Marianne Faithfull.
- Sylvia's Mother (en), single de Dr. Hook & the Medicine Show, 1972.

## Filmographie

### Comme compositeur
- 1963 : The Moving Finger
- 1970 : Ned Kelly
- 1971 : Qui est Harry Kellerman? (Who Is Harry Kellerman and Why Is He Saying Those Terrible Things About Me?)
- 1973 : Payday

### Comme scénariste
- 1978 : Lafcadio: The Lion Who Shot Back : Narrator (voix)
- 1978 : Lafcadio: The Lion Who Shot Back
- 1988 : Parrain d'un jour (Things Change)

### Comme acteur
- 1971 : Qui est Harry Kellerman? (Who Is Harry Kellerman and Why Is He Saying Those Terrible Things About Me?) : Bernie

### Comme réalisateur
- 1978 : Lafcadio: The Lion Who Shot Back

## Ouvrages
- L'Arbre généreux (The Giving Tree), trad. Michèle Poslaniec, Paris, L'École des loisirs, 1982, 59 p.  (ISBN 2-211-09415-5)
- Le Petit Bout manquant (The Missing Piece), trad. Françoise Morvan, Nantes, Éditions MeMo, 2005, 104 p.  (ISBN 978-2910391683)[2],[3]
- Le Bord du monde (Where the Sidewalk Ends), trad. Françoise Morvan, Nantes, Éditions MeMo, 2012, 168 p.  (ISBN 978-2-35289-139-0)
- On a toujours besoin d'un rhinocéros…, Paris, Grasset, coll. « Jeunesse », 2015, 64 p.  (ISBN 978-2-246-78726-6)
- Si j'avais une girafe, Paris, Grasset, coll. « Jeunesse », 2016, 56 p.  (ISBN 978-2-246-86024-2)